# Invictus - L'invincibile
Invictus - L'invincibile (Invictus) è un film del 2009 diretto da Clint Eastwood.
Il film è un adattamento cinematografico del romanzo Ama il tuo nemico (Playing the Enemy: Nelson Mandela and the Game that Made a Nation) di John Carlin, a sua volta ispirato a fatti realmente accaduti. La trama si sviluppa attorno agli eventi che ebbero luogo in occasione della Coppa del Mondo di rugby del 1995, tenutasi in Sudafrica poco tempo dopo l'insediamento di Nelson Mandela come presidente della nazione.
Lo stesso Nelson Mandela, interpretato da Morgan Freeman, è fra i protagonisti del film, insieme al capitano degli Springbok, François Pienaar, interpretato da Matt Damon.

## Trama
Dopo la caduta del regime dell'apartheid e l'insediamento di Nelson Mandela come presidente, il Sudafrica attraversa un periodo storico delicatissimo. Appena entrato in carica, Mandela, primo capo di stato nero della nazione, si pone l'obiettivo di riappacificare la popolazione sudafricana, ancora divisa dall'odio fra la maggioranza nera e la minoranza bianca. Simbolo di questa spaccatura diventano gli Springboks, la nazionale di rugby, simbolo dell'orgoglio bianco Afrikaner e per questo detestata dai neri, che proprio in seguito al termine dell'apartheid viene riammessa nelle competizioni internazionali dopo un'esclusione di circa un decennio.
In vista della Coppa del Mondo 1995, ospitata proprio dal Sudafrica, Mandela si interessa delle sorti della squadra, con la speranza che un'eventuale vittoria contribuisca a rafforzare l'orgoglio nazionale e lo spirito di unità del paese. In particolare, entra in contatto con il capitano François Pienaar, facendogli capire l'importanza politica dell'incombente competizione sportiva. Questa frequentazione fra Pienaar e Mandela, che sfocia in una vera e propria amicizia, dà inizio a una serie di eventi che rafforzano il morale degli Springboks (reduci da un lungo periodo di sconfitte) e li conducono in un fortunato cammino nella Coppa del Mondo, fino a una inaspettata vittoria in finale contro i temibili All Blacks neozelandesi.
Il successo della nazionale diventa simbolo del riavvicinamento della popolazione nera alla popolazione bianca e del procedere del processo di integrazione.

## Produzione

### Titolo
Il titolo prende spunto dalla poesia omonima di William Ernest Henley, usata da Nelson Mandela per alleviare il peso degli anni della sua prigionia durante l'apartheid. Si può sentire tale poesia recitata da Morgan Freeman nei panni di Mandela durante il film. Nel corso della lavorazione era usato il titolo provvisorio The Human Factor.

## Distribuzione
È stato distribuito nelle sale cinematografiche statunitensi l'11 dicembre 2009, mentre in quelle italiane a partire dal 26 febbraio 2010.

## Accoglienza

### Incassi
Il film ha incassato complessivamente 122.2 milioni di dollari contro un budget di produzione di 50-60 milioni di dollari.

### Critica
Il film ha ricevuto principalmente critiche positive. Su Rotten Tomatoes, il film ha un indice di gradimento del 76% basato su 246 recensioni, con un voto medio di 6.60/10. Il commento del sito recita: "Portato a termine con la solita imponente precisione del regista Clint Eastwood, Invictus potrebbe non essere sufficientemente stimolante per alcuni spettatori, ma Matt Damon e Morgan Freeman interpretano i loro personaggi della vita reale con ammirabile convinzione". Su Metacritic, il film ha ottenuto un punteggio di 74/100 basato su 34 recensioni, con "giudizi generalmente favorevoli" .

## Riconoscimenti
- 2010 - Premio Oscar
  - Candidatura Miglior attore protagonista a Morgan Freeman
  - Candidatura Miglior attore non protagonista a Matt Damon
- 2010 - Golden Globe
  - Candidatura Miglior regia a Clint Eastwood
  - Candidatura Miglior attore in un film drammatico a Morgan Freeman
  - Candidatura Miglior attore non protagonista a Matt Damon
- 2009 - National Board of Review Awards
  - Miglior dieci film
  - Miglior regia a Clint Eastwood
  - Miglior attore protagonista a Morgan Freeman
  - Premio per la libertà di espressione